# RadView
RadView entwickelt Lasttest-Tools und Leistungsüberwachung für Web- und Mobil-Anwendungen, die es Firmen erlauben, die Entwicklung und Einsatz ihrer Web- und Mobil-Anwendungen zu beschleunigen. Unternehmen können so ihre Strategien für ihre Internetseiten umsetzen. Zum 31. Dezember 2013 waren Software-Lizenzen an ca. 3.500 Organisationen vergeben worden.

## Produkte
WebLOAD ist ein Lasttest- und Analyse-Tool, das Leistung, Skalierbarkeit und Integrität in einem einzelnen Prozess vereint und damit Web-Anwendungen prüft. Es kann Hunderttausende virtuelle Benutzer simulieren, was einen Test mit großen Lasten ermöglicht, wodurch Engpässe, Beschränkungen und Schwachpunkte in der Anwendung sichtbar gemacht werden können.

## Geschichte
RadView wurde 1993 durch Ilan Kinreich, dem früheren Mitgründer von Mercury Interactive gegründet. 1996 führte das Unternehmen WebLOAD ein, um die Nachfrage für Tests von Web- und Mobil-Anwendungen unter Spitzenlastbedingungen zu decken. Im August 2000 ging RadView an die Börse und erhielt anschließend eine private Finanzierung von Fortissimo Capital, Meitav und anderen. Im Dezember 2014 veröffentlichte RadView die Version 10.2 von WebLOAD professional.